# Bezhlavý jezdec
Bezhlavý jezdec (1866, The Headless Horseman) je dobrodružný román irskoamerického spisovatele Thomase Mayne-Reida. Jde o westernový příběh, který se odehrává v Texasu a který Vladimir Nabokov označil za oblíbený dobrodružný román svého dětství, "který mu podal představu o prériích a velkých otevřených pláních a klenoucí se obloze".

## Obsah románu
Lovec mustangů Maurice Gerald se zamiluje do dcery farmáře Woodleyho Poindextera Louisy a ta jeho lásku opětuje. Netuší, že její otec ji bez jejího vědomí slíbil jejímu bratranci Cassiovi Calhounovi, protože lovce koní Mauriceho nepovažuje za sobě rovného. Podlý Calhoun pak popíchne Louisina bratra Henryho, aby vztahu Mauriceho a Louisy zabránil. Henry se s Mauricem pohádá, ale později si uvědomí svou chybu a chce se s ním udobřit. V noci se vydá za ním. A na znamení přátelství si oba muži podle starého indiánského zvyku vymění pláště a klobouky. Od té doby však Henryho již nikdo neviděl. Zato se na texaských pláních objevil hrůzostrašný přízrak, bezhlavý jezdec na koni, který všem nahání hrůzu.
Mauricemu hrozí lynč, protože všichni jsou přesvědčeni, že Henryho zavraždil. Je zachráněn svým přítelem, lovcem Zebem Stumpem, který se rozhodne, že zmizení Hernyho objasní. Nakonec se zjistí, že Henryho omylem zavraždil Calhoun, když si ho kvůli vyměněným plášťům spletl s Mauricem. Maurice pak Henryho s uříznutou hlavou našel, chtěl jeho tělo odvést, ale kůň se pod příšerným nákladem splašil. Pak pobíhal po krajině a naháněl lidem hrůzu.
Po odhalení se Calhoun rozhodne, že Maurice a sebe zastřelí. Kulka určená jeho sokovi se však odrazí od medailonku, který Maurice dostal od Louisy darem. Calhoun padá mrtev k zemi. Po souhlasu se sňatkem Mauriceho a Louisy Poidenxter zjistí, že Maurice je irský šlechtic.

## Filmové adaptace
- El último mexicano (1960), mexický film, režie Juan Bustillo Oro,
- Всадник без головы (1972), sovětsko-kubánský film, režie Vladimir Vajnštok.

## Česká vydání
- Bezhlavý jezdec - povídka z lesů Texasských v Americe, F. Kytka, Praha 1883, přeložil a upravil Matěj Karas. Dostupné online.
- Bezhlavý jezdec - román ze stepí a pustin Texaských, Alois Hynek, Praha 1897, přeložil J. T.
- Bezhlavý jezdec, SNDK, Praha 1959, přeložil Vladimír Svoboda, znovu 1966
- Bezhlavý jezdec, Albatros, edice Karavana, Praha 1972, zkrácené vydání překladu Vladimíra Svobody, znovu 1988 (Karavana) a 1994.